# ريان كيلي (لاعب كرة قاعدة)
ريان كيلي (بالإنجليزية: Ryan Kelly)‏ هو لاعب كرة قاعدة أمريكي، ولد في 30 أكتوبر 1987 في هيلتون هيد أيلاند في الولايات المتحدة.

## وصلات خارجية
- ريان كيلي على موقع دوري كرة القاعدة الرئيسي (الإنجليزية)
- ريان كيلي على موقعبيزبول رفرنس.كوم (الدوري الرئيسي) (الإنجليزية)
- ريان كيلي على موقعبيزبول رفرنس.كوم (الدوري الثانوي) (الإنجليزية)
- ريان كيلي على موقع إي إس بي إن.كوم (أم.أل.بي) (الإنجليزية)
- ريان كيلي على موقع مشجعي الرسوم البيانية (الإنجليزية)